# Laguna Lopp
La laguna Lopp (in lingua inuit: Taziq) è una laguna lunga circa 29 km sita poco a nord est del capo Principe di Galles, la punta più occidentale della penisola di Seward, e quindi degli Stati Uniti d'America continentali, in Alaska. Alimentata da diversi piccoli ruscelli, e principalmente dal fiume Mint, che convergono in essa dalla terraferma, la laguna riceve anche acqua salata dall'oceano Pacifico soprattutto durante le fasi di alta marea e, assieme ad altre lagune e corpi d'acqua, come la laguna Ikpek e l'insenatura di Shishmaref, costituisce una striscia lagunare quasi continua che caratterizza la costa nordoccidentale della penisola di Seward, da capo Principe di Galles a capo Espenberg.

## Storia
Battezzata con il suo attuale nome nel 1900 in onore del missionario statunitense William Thomas Lopp, membro della spedizione Overland Relief, condotta tra il 1897 e il 1898, che per anni visse nella regione, la laguna Lopp è stata per anni un'importante fonte di cibo, principalmente salmone e uccelli acquatici, per gli abitanti dell'area di Wales.